# Agoncillo
Agoncillo é um município da Espanha
na província e comunidade autónoma de La Rioja, de área 34,68 km² com população de 955 habitantes (2004) e densidade populacional de 27,54 hab/km².

## Demografia
| Variação demográfica do município entre 1991 e 2004 | Variação demográfica do município entre 1991 e 2004 | Variação demográfica do município entre 1991 e 2004 | Variação demográfica do município entre 1991 e 2004 |
| --------------------------------------------------- | --------------------------------------------------- | --------------------------------------------------- | --------------------------------------------------- |
| 1991                                                | 1996                                                | 2001                                                | 2004                                                |
| 853                                                 | 885                                                 | 916                                                 | 955                                                 |